# Серебристая сайда
Серебристая сайда, или поллак, или люр (лат. Pollachius pollachius), — рыба из семейства тресковых.

## Описание
Серебристая сайда похожа на сайду. Однако, в отличие от своего родственника боковая линия у серебристой сайды над грудными плавниками изгибается. На нижней челюсти отсутствуют усики. Окрас спины чёрный, коричневый или оливковый, боковая линия зеленоватая, а брюхо имеет серебристо-серую окраску. Длина тела составляет примерно 75 см, но также может достигать длины до 130 см.

## Распространение
Область распространения вида простирается в северо-восточной Атлантике от Скандинавии, Исландии через Британские острова до Марокко. Кроме того, серебристая сайда обитает в Северном море и в западной части Средиземного моря. Он населяет шельфовые регионы, где живёт либо пелагически, либо у скалистого дна на глубинах примерно до 200 м.

## Образ жизни
Основу рациона составляют сельдеобразные, креветки (Pandalidae) и песчанковые (Ammodytidae). С января по май происходит нерест рыб на глубинах от 100 до 150 м при температуре воды от 6 до 8 °C. Из пелагических дрейфующих яиц через неделю появляются мальки. Свои первые 2—3 года жизни мальки проводят вблизи побережья, поедая планктон и образуя при этом часто стаи с сайдами того же размера. Продолжительность жизни составляет примерно 8 лет.